# Hymenodictyon glabrum
Hymenodictyon glabrum là một loài thực vật có hoa trong họ Thiến thảo. Loài này được (Cavaco) Razafim. & B.Bremer mô tả khoa học đầu tiên năm 2006.